# Povești de groază americane
Povești de groază americane (în engleză American Horror Story) este un serial american de televiziune creat și produs de Ryan Murphy și Brad Falchuk. Descris ca o antologie, fiecare sezon reprezintă o mini-serie independentă, fiecare având noi personaje (uneori cu aceeași actori în alte roluri), un decor nou și o nouă poveste. Unele elemente ale fiecărui sezon sunt inspirate din evenimente reale.
Primul sezon, redenumit Murder House (Casa crimelor), are loc în anul 2011, în Los Angeles, California, fiind centrat în jurul unei familii care se mută într-o nouă casă, bântuită de toți cei care au murit acolo. Al doilea sezon, Asylum (Azilul), are loc în anul 1964, în Massachussets, urmărind evenimentele care vizează personalul și pacienții unei instituții pentru criminalii cu probleme mentale. Evenimentele celui de-al treilea sezon, Coven (Sabatul), se petrec în anul 2013, în New Orleans, Louisiana, concentrându-se în jurul unui sabat de vrăjitoare care îi înfruntă pe cei care vor să le distrugă. Sezonul al patrulea, Freak Show (Circul), are loc în Jupiter, Florida, în anul 1952, fiind focalizat pe unul dintre ultimele circuri de ciudați din America. Al cincilea sezon, Hotel (Hotelul), are loc în Los Angeles, California, în anul 2015, centrându-se pe personalul și oaspeții unui hotel în care se petrec evenimente supranaturale. Al șaselea sezon, intitulat Roanoke, se desfășoară în North Carolina în anul 2016 și se concentrează asupra unor evenimente paranormale care au loc la o fermă izolată. Cel de-al șaptelea sezon, Cult (Cultul), are loc în Michigan și se concentrează asupra unui cult ce terorizează suburbiile ca urmare a alegerilor prezidențiale din 2016 din Statele Unite ale Americii.
Serialul este difuzat pe canalul FX, originar în Statele Unite. Primul episod a fost difuzat pe 5 octombrie 2011. Pe data de 12 ianuarie 2017, serialul a fost reînnoit pentru al optulea și al nouălea sezon.
Deși recenziile serialului variază de la sezon la sezon, în mare, American Horror Story este un show bine văzut de criticii de televiziune, majoritatea laudelor mergând către lista lungă de actori, cu precădere Jessica Lange, care a câștigat două premii Emmy și un glob de aur pentru performanțele ei. De asemenea, Kathy Bates și James Cromwell au câștigat și ei câte un premiu Emmy pentru rolurile pe care le-au jucat, în timp ce Lady Gaga a câștigat un Glob de Aur.

## Episoade
| Sezon | Sezon | Titlu         | Episoade | Premiera           | Premiera            |
| Sezon | Sezon | Titlu         | Episoade | Premiera sezonului | Sfârșitul sezonului |
| ----- | ----- | ------------- | -------- | ------------------ | ------------------- |
|       | 1     | Casa crimelor | 12       | 5 octombrie 2011   | 21 decembrie 2011   |
|       | 2     | Azilul        | 13       | 17 octombrie 2012  | 23 ianuarie 2013    |
|       | 3     | Sabatul       | 13       | 9 octombrie 2013   | 29 ianuarie 2014    |
|       | 4     | Circul        | 13       | 8 octombrie 2014   | 21 ianuarie 2015    |
|       | 5     | Hotelul       | 12       | 7 octombrie 2015   | 13 ianuarie 2016    |
|       | 6     | Roanoke       | 10       | 14 septembrie 2016 | 16 noiembrie 2016   |
|       | 7     | Cultul        | 11       | 5 septembrie 2017  | 14 noiembrie 2017   |
|       | 8     | Apocalipsa    | 10       | 12 septembrie 2018 | 14 noiembrie 2018   |
|       | 9     | 1984          | 9        | 18 septembrie 2019 | 13 noiembrie 2019   |

Lista episoadelor din American Horror Story

### Casa crimelor (2011)
În 2011, familia Harmon, alcatuită din psihiatrul Ben (Dylan McDermott), soția sa, Vivien (Connie Britton) și fiica lor adolescentă, Violet (Taissa Farmiga), se mută din Boston în Los Angeles după ce Vivien are un avort spontan, iar Ben o aventură amoroasă. Ei se mută într-o casă cu o istorie îndelungată, pe rând întâlnindu-se cu foștii proprietari, familia Langdon – Constance  (Jessica Lange) și doi dintre cei patru copii ai săi, Tate (Evan Peters) și Addie (Jamie Brewer) – și desfiguratul Larry Harvey (Denis O'Hare). Ben și Vivien încearcă să-și reclădească relația, în timp ce Violet, suferind de depresie, își petrece timpul cu Tate. Familia Langdon si Larry influențează constant viața familiei Harmon, în timp ce aceștia descoperă că noua lor casa este bântuită de fantomele celor care au murit acolo. Sezonul se desfășoară din prezent, dar sunt introduse și flashback-uri din 1920, 1940, 1960, 1970, 1980, 1990, 2000. Metatemele abordate de-a lungul sezonului sunt adulterul și gelozia.

#### Distribuție
- Connie Britton ca și Vivian Harmon, o soție ce dorește un nou început
- Dylan McDermott ca și Ben Harmon, un psihiatru cu un trecut ce încă îl urmărește
- Evan Peters ca și Tate Langdon, un adolescent cu probleme ce ascunde un secret față de el însuși
- Taissa Farmiga ca și Violet Harmon, o adolescentă exclusă, care încearcă să simtă că trăiește
- Denis O'Hare ca și Larry Harvey, o victimă a unui incendiu cu cancer în stadiu terminal ce dorește răzbunare
- Jessica Lange ca și Constance Langdon, o vecină băgăcioasă ce cunoaște mult mai mult despre casă decât pare

### Azilul (2012-2013)
Întâmplarea are loc în 1964 și este centrată în jurul pacienților, doctorilor și călugărițelor care ocupă Instituția Psihiatrică Briarcliff, localizată în statul Massachussets și fondată pentru a trata criminalii cu probleme mintale. Administrația este compusă din severa Soră Jude (Jessica Lange), protejata ei, Sora Mary Eunice (Lily Rabe) și fondatorul instituției, Monseniorul Timothy Howard (Joseph Fiennes). Medicii însărcinați cu tratarea pacienților sunt psihiatrul Dr. Oliver Thredson (Zachary Quinto) și sadicul om de știință Dr. Arthur Arden (James Cromwell). Pacienții, mulți dintre care pretind a fi instituționalizați pe nedrept, includ jurnalista lesbiană Lana Winters (Sarah Paulson), acuzatul de nemiloase crime în serie, Kit Walker (Evan Peters), pretinsa ucigașă Grace Bertrand (Lizzie Brocheré) și nimfomana Shelley (Chloë Sevigny). Locatarii din Briarcliff sunt în mod obișnuit subiecții unor influențe științifice și supranaturale, incluzând posesiuni demonice și răpiri extraterestre. În cea mai mare parte, acest sezon se desfășoară în anii 60 cu flashback-uri din 1940, dar si din viitor: 1970, 1980, 2012. Nebunia este una din temele cheie ale celui de-al doilea sezon.

#### Distribuție
- Zachary Quinto ca și  dr. Oliver Thredson, un psihiatru cu o misiune
- Joseph Fiennes ca și monseniorul Timothy Howard, un om al lui Dumnezeu
- Sarah Paulson ca și Lana Winters, o reporteriță capabilă de orice pentru a-și scrie povestea
- Evan Peters ca și Kit Walker, un om simplu cu o poveste incredibilă
- Lizzie Brocheré ca și Grace Bertrand, o pacientă cu o personalitate din topor
- Lily Rabe ca și sora Mary Eunice, o călugăriță inocentă
- James Cromwell ca și dr. Arthur Arden, un om ce dorește să revoluționeze știința
- Jessica Lange ca și sora Jude, o femeie ce impune disciplină, dar cu pofte ascunse

### Sabatul (2013-2014)
Povestea are loc în 2013, urmărind descendenții vrăjitoarelor care au supraviețuit proceselor vrăjitoarelor din Salem, care sunt în pericol din nou. Cei care împart această genă sunt subiectul unor atacuri ciudate și violente. O misterioasă școală de fete cu internat s-a deschis în New Orleans pentru a proteja tinerele care poartă această linie de sânge unică, de pericolele din exterior. Suprema de mult absentă și cea mai puternică vrăjitoare a generației sale, Fiona Goode (Jessica Lange), revine pentru a asigura protecția sabatului, dar și să își îndeplinească propriile interese ascunse, urmărită de aproape de rivala ei, excentrica Myrtle Snow (Frances Conroy). Fiica ei, Cordelia (Sarah Paulson), predă la academie și o întâmpină pe cea mai nouă elevă, Zoe Benson (Taissa Farmiga) care se îndrăgostește de Kyle (Evan Peters). Veteranele școlii sunt Madison Montgomery (Emma Roberts), Queenie (Gabourey Sidibe) și Nan (Jamie Brewer). Alte personaje importante sunt Misty Day (Lily Rabe), care reușește să învie după ce este arsă de vie, cât și Spalding (Denis O'Hare), majordomul sabatului. Evenimentele dezvăluie o lungă rivalitate între vrăjitoarele din Salem și practicanții de voodoo din New Orleans, precum și dușmănia istorică dintre Regina Voodoo Marie Laveau (Angela Bassett) și rasista ucigașă în serie Delphine LaLaurie (Kathy Bates). Alte teme ale acestui sezon sunt rasismul, opresiunea și feminismul. Acest sezon se desfășoară în mare parte în prezent, cu flashback-uri din 1910, 1960, 1970 și chiar 1830.

#### Distribuție
- Sarah Paulson ca și Cordelia Goode, fiica Supremei poate fi bună în felul ei
- Taissa Farmiga ca și Zoe Benson, o fată pe fugă din cauza unui secret letal
- Frances Conroy ca și Myrtle Snow, o fashionistă cu o personalitate arzătoare
- Evan Peters ca și Kyle Spencer, un posibil Romeo pentru o Julietă tragică
- Lily Rabe ca și Misty Day, fanul numărul unu al lui Stevie Nicks
- Denis O'Hare ca și Spalding, un păstrător de secrete
- Kathy Bates ca și Madame LaLaurie,
- Emma Roberts ca și Madison Montgomery, o actriță celebră
- Jessica Lange ca și Fiona Goode, Suprema ce se pregătește de o luptă cu o amenințare în creștere

### Circul (2014-2015)
Întâmplarea se petrece în 1952, în liniștitul orășel Jupiter, Florida, concentrându-se în jurul unuia dintre ultimele circuri de ciudați din America, condus de Elsa Mars (Jessica Lange). A trecut mult timp de când publicul se uita la aceste circuri ca o metodă de divertisment, dar Elsa continuă să viseze că va găsi o casă pentru „monștrii” ei, precum și că va deveni faimoasă. Când gemenele siameze Bette și Dot Tattler (Sarah Paulson) sunt duse la spital, Elsa vede o șansă, sperând că surorile îi vor salva trupa odată pentru totdeauna. Ceilalți membri sunt Jimmy Darling (Evan Peters), un băiat născut cu sindactilie care visează la o viață normală și mama sa, mâna dreaptă a Elsei și femeia cu barbă, Ethel Darling (Kathy Bates). Un om puternic din trecutul lui Ethel pe nume Dell Toledo (Michael Chiklis) și soția sa cu trei sâni, Desiree Dupree (Angela Bassett) fac valuri când ajung în oraș. Personajele negative ale sezonului sunt reprezentate de Stanley (Denis O'Hare) și Maggie Esmeralda (Emma Roberts), care vor să ucidă ciudațeniile pentru a obține bani. Dandy Mott (Finn Wittrock) începe să dezvolte o obsesie legată de spectacolul Elsei, în timp ce mama lui, Gloria (Frances Conroy) încearcă să își educe băiatul cât mai bine. Tema principală a acestui sezon este acceptarea/discriminarea.

#### Distribuție
- Sarah Paulson ca și Bette și Dot Tattler, surori siameze ce împart un corp, dar nu și inima
- Evan Peters ca și Jimmy Darling, un apărător al tuturor lucrurilor ciudate
- Michael Chiklis ca și Dell Toledo, un halterofil cu o slăbiciune pentru bărbați
- Frances Conroy ca și Gloria Mott, o mamă dedicată și bogată
- Denis O'Hare ca și Stanley,
- Emma Roberts ca și Maggie Esmeralda, o cititoare în cărți a cărei inimi nu e pe atât de rece cât prezicerile ei
- Finn Wittrock ca și Dandy Mott,
- Angela Bassett ca și Desiree Dupree, o femeie cu trei sâni și o dorință de normalitate
- Kathy Bates ca și Ethel Darling, femeia cu barbă ce înfruntă drama cu ajutorul sticlei
- Jessica Lange ca și Elsa Mars, supraviețuitoare a Germaniei naziste, a cărei ochi sunt țintiți asupra Hollywood-ului

### Hotelul (2015-2016)
Evenimentele au loc în 2015, în Los Angeles, în bântuitul Hotel Cortez, construit cu aproape un secol înainte, cu scopul de a deveni o cameră de tortură pentru oaspeți, de către fondatorul James Patrick March (Evan Peters). Conducerea hotelului include actuala proprietară, un vampir cu vârsta de 111 ani, Elizabeth Johnson sau „Contesa” (Lady Gaga), managerul și recepționista Iris (Kathy Bates), precum și barmanița transsexuală Liz Taylor (Denis O'Hare). Locatarii sunt, printre alții, și fantoma dependentă de droguri Sally McKenna (Sarah Paulson), amantul Contesei și fiul lui Iris, Donovan (Matt Bomer), actrița dornică de răzbunare Ramona Royale, fosta iubită a contesei, (Angela Bassett), designerul vestimentar și achizitorul hotelului, Will Drake (Cheyenne Jackson), detectivul John Lowe (Wes Bentley) și soția sa pediatru, Alex (Chloë Sevigny). Când Lowe se cazează la Hotelul Cortez, el nu știe că este ținta unui ucigaș în serie, care va aduce pericolele din interiorul și exteriorul hotelului împreună. Tema principală a acestui sezon este dependența, dedublată de familie. Deși localizat în prezent, sezonul prezintă și flashback-uri din 1920, 1970, 1980, 1990 și un epilog din 2022.

#### Distribuție
- Lady Gaga ca și Contesa
- Kathy Bates ca și Iris
- Sarah Paulson ca și Sarah McKenna și Billie Dean Howard
- Wes Bentley ca și John Lowe
- Matt Bomer ca și Donovan
- Chloë Sevigny ca și Alex Lowe
- Denis O'Hare ca și Liz Taylor
- Cheyenne Jackson ca și Will Drake
- Angela Bassett ca și Ramona Royale
- Evan Peters ca și James Patrick March

### Roanoke (2016)
Sezonul face parte din genul docu-comediilor și este structurat pe două părți. În 2015, Shelby Miller (Lily Rabe), soțul ei, Matt Miller (Andre Holland) și sora lui Matt, polițista Lee Harris (Adina Porter), apar într-un documentar numit "Coșmarul meu de pe Roanoke" care prezintă o serie de evenimente supranaturale la care aceștia au luat parte în 2014, după ce s-au mutat din Los Angeles în Carolina de Nord, ca urmare a unei pierderi de sarcină. În timpul șederii lor, familia trece prin experiențe terifiante, deoarece casa lor se află pe locul unde locuiește colonia dispărută din Roanoke, condusă de vrăjitoarea originală Scathach și Thomasin White, cunoscută drept "Măcelara". Audrey Tindall (Sarah Paulson) este actrița care joacă rolul lui Shelby în documentar, în timp ce Dominic Banks (Cuba Gooding Jr.) și Monet Tumusiime (Angela Bassett) îi portretizează pe Matt, respectiv pe Lee. Măcelarul este jucat de instabila Agnes Mary Winstead (Kathy Bates), în timp ce fiul ei, Ambrose White este jucat de Dylan (Wes Bentley), iar fondatorul casei, Edward Philippe Mott, e jucat de Rory Monahan (Evan Peters). Elias Cunningham, fostul proprietar al casei, e jucat de William van Henderson (Denis O'Hare), iar Scathach, e jucată de o actriță necunoscută (Lady Gaga). În partea a doua a sezonului, petrecută în 2016, după succesul răsunător al documentarului, producătorul seriei, Sidney Aaron James (Cheyenne Jackson), decide să creeze un al doilea sezon al seriei: "Întoarcerea în Roanoke: Trei zile în iad", ducându-i înapoi în casă atât pe actori, cât și pe familia Miller. Timp de trei zile, toți mor în circumstanțe misterioase, mai puțin unul. Acest sezon se desfășoară în perioada 2014-2016, cu multe flashback-uri din 1500, 1700, 1990 și un epilog care se desfășoară în viitorul apropiat, noiembrie 2017.

#### Distribuție
- Kathy Bates ca și Agnes Mary Winstead, jucând-o pe Măcelara
- Sarah Paulson ca și Audrey Tindall, jucând-o pe Shelby Miller, și Lana Winters
- Lily Rabes ca și Shelby Miller
- Cuba Gooding Jr. ca și Dominic Banks, jucându-l pe Matt Miller
- André Holland ca și Matt Miller
- Denis O'Hare ca și William van Henderson, jucându-l pe Elias Cunningham
- Wes Bentley ca și Dylan, jucându-l pe Ambrose White
- Evan Peters ca și Rory Monahan, jucându-l pe Edward Philippe Mott
- Cheyenne Jackson ca și Sidney Aaron James
- Angela Bassett ca și Monet Tumusiime, jucând-o pe Lee Harris

### Cultul (2017)
Pe 4 octombrie 2016, seria a fost reînnoită pentru un nou sezon care a avut premiera pe 5 septembrie 2017. Ryan Murphy a confirmat că sezonul va avea conexiuni cu sezonul al patrulea, dar va avea loc în zilele de azi. Acest sezon vine ca urmare a alegerilor prezidențiale din Statele Unite ale Americii din 2016.

#### Distribuție
- Sarah Paulson ca și Ally Mayfair-Richards și Susan Atkins
- Evan Peters ca și Kai Anderson și alte roluri
- Cheyenne Jackson ca și dr. Rudy Vincent
- Billie Lourd ca și Winter Anderson și Linda Kasabian
- Alison Pill ca și Ivy Mayfair-Richards

### Apocalipsa (2018)
În anul 2020, un holocaust nuclear are loc din cauza unei bombe, iar civilizația umană este la capătul existenței. Moștenitoarea unui miliardar, Coco St. Pierre Vanderbilt (Leslie Grossman), asistenta ei personală, Mallory (Billie Lourd), stilistul Dl. Gallant (Evan Peters) și bunica lui, bogătașa Evie (Joan Collins) s-au urcat la bordul unui avion privat și au fost duși într-un bunker construit special, Avanpostul 3, unde s-au întâlnit cu ceilalți supraviețuitori, vedeta de reality-show Dinah Stevens (Adina Porter), fiul ei, Andre (Jeffreey Bowyer-Chapman), iubitul acestuia și tinerii excepționali Timothy Campbell (Kyle Allen) și Emily (Ash Santos). Wilhelmina Venable (Sarah Paulson) și Miriam Mead (Kathy Bates) ordonă cu severitate avanpostul, pedepsind rezidenții pentru fiecare lipsă de maniere și considerație. Nu după mult timp, Michael Langdon (Cody Fern), întruchiparea  lui Antihrist, ajunge la avanpost pentru a evalua starea supraviețuitorilor și pentru a-i alege pe cei demni pentru Sanctuar. La scurt timp, avanpostul este zdruncinat de apariția unor fețe cunoscute, vrăjitoarele Cordelia Goode, Madison Montgomery și Myrtle Snow. Sezonul reprezintă, pe deoparte, o continuare a celui de-al treilea sezon, iar pe de altă parte, povestea vrăjitoarelor de a preveni planul lui Michael și ulterior, de a salva lumea.

#### Distribuție
- Sarah Paulson ca și Cordelia Foxx ( Goode ) , Wilhemina Venable , Billie Dean Howard , Lana Winters , Bette si Dot Tattler , Sally McKeena , Shelby Miller , Audrey Tindall , Susan Atkins ,
- Evan Peters ca și Dl. Gallant, Tate Langdon, James Patrick March , Jimmy Darling , Edward Philippe Mott , Rory Monahan , Kai Anderson , Jeff Pfister
- Adina Porter ca și Sally Freeman , Lee , Dinah Stevens , Beverly Hope
- Billie Lourd ca și Mallory , Winter Anderson , Montana Duke
- Leslie Grossman ca și Meadow Wilton ,  Coco St. Pierre Vanderbilt , Margaret Booth
- Cody Fern ca și Michael Langdon
- Emma Roberts ca și Madison Montgomery
- Cheyenne Jackson ca și John Henry Moore
- Kathy Bates ca și Miriam Mead

### 1984 (2019)
Luând loc în anul titular, 1984, acest sezon o urmărește pe Brooke Thompson (Emma Roberts) călătorind la distanță la noua tabăra redeschisă, Redwood, pentru a munci pe post de consilier pentru a îl prinde pe criminalul în serie Richard Ramirez. Cei care mai călătoresc cu Brooke sunt bobocul Xavier Plympton (Cody Fern), atleticul Chet Clancy (Gus Kenworthy), lejerul Ray Powell (DeRon Hurton) și îndrăzneața Montana Duke (Billie Lourd). Ajungând în tabără, se întâlnesc cu proprietara religioasă Margaret Booth (Leslie Grossman), care era și ea o dată turista care  a experimentat supraviețuirea unui ucigaș. Ceilalți rezidenți ai taberei includ și asistenta Rita (Angelica Ross), directorul de activități Trevor Kirchner (Matthew Morrison) și șefa bucătară Bertie (Tara Karsian). Nu cu mult după ce consilierele se stabilesc în prima lor săptămână, știrile anunță că ucigașul bolnav Benjamin Richter a scăpat de la azilul local și se presupune că va merge în tabăra unde are o istorie violentă. Cumva, în timp ce sezonul progresează, multe secrete sunt dezvăluite, detaliind retrospectiva istoriei taberei, incluzând mama abuzivă a lui Richter, Lavinia (Lily Rabe).
Distribuție :
Emma Roberts ca și Brooke Thompson. O fată tânără inocentă, ce pare sa aibă un interes în criminalii în serie. 
Billie Lourd ca și Montana Duke. O curajoasă și motivată pasionată de aerobice. 
Leslie Grossman ca și Margaret Booth. Ea este noua proprietară a Taberei Redwood. 
Cody Fern ca și Xavier Plympton. El este un instructor de aerobice care primește un job de vară ca și consilier în Tabăra Redwood. 
Matthew Morrison ca și Trevor Kircher. El este un director de activități la Tabăra Redwood care are o idilă cu Montana. 
Gus Kenworthy ca și Chet Clancy. El este "atletul" grupului și un consumator de steroid. 
John Caroll Lynch ca și Benjamin Richter/Mr. Jingles. El este portar în Tabăra Redwood pe care Margaret Booth a dat vina pentru masacrul din 1970
Angelica Ross ca și Rita / Donna Chambers. Ea este o psiholoagă care adăpostește o obsesie cu criminalii în serie. Aceasta imitând-o pe Rita, care ajunge infirmieră în Tabăra Redwood. 
Zac Villa ca și Richard Ramirez. Acesta este un criminal în serie care după ce Montana devine interesul lui în amor, acesta îi cere sa o omoare pe Brooke. Montana crezând că ea (Brooke) este responsabilă pentru moartea fratelui ei. 

### Sezonul 10 (2021)
Al zecelea sezon urma să aibă premierea în 2020, dar din cauza pandemiei de COVID-19, producția a fost întârziată. Prin urmare, sezonul va avea premierea în 2021.. Dintre actorii originali se vor întoarce Kathy Bates, Leslie Grossman, Billie Lourd, Evan Peters, Adina Porter, Lily Rabe, Angelica Ross, Finn Wittrock, alături de nou-venitul Macaulay Culkin. Pe 5 februarie 2021, Murphy a anunțat via un comentariu pe Instagram că Frances Conroy se va întoarce și ea pentru al zecelea sezon.

### Sezoane viitoare
Pe 5 decembrie 2018, Murphy a declarat că vrăjitoarele din Sabat și Apocalipsa se vor întoarce într-un sezon viitor. Pe data de 9 ianuarie 2020, serialul a fost reînnoit până la sezonul al treisprezecelea.

## Continuitate
- Casa crimelor: de sine stătător;
- Azilul: de sine stătător;
- Sabatul: de sine stătător;
- Circul: intersectat cu Azilul;
- Hotel: intersectat cu Casa Crimelor și Sabatul;
- Roanoke: intersectat cu Azilul;
- Cultul: intersectat cu Circul;
- Apocalipsa: intersectat cu Casa Crimelor, Sabatul și Hotelul;
- 1984: intersectat cu Hotelul și Azilul.

În concluzie, universul "American Horror Story" poate fi împărțit pe două planuri:
- Casa crimelor, Sabatul, Hotelul, Apocalipsa și 1984 reprezentând primul univers;
- Azilul, Circul, Roanoke și Cultul, reprezentând al doilea univers.

## Rating
| Sezon | Difuzare        | Episoade | Premiera           | Premiera      | Ultimul Episod    | Ultimul Episod | Anul    | Rating mediu (mil.) |
| Sezon | Difuzare        | Episoade | Data               | Rating (mil.) | Data              | Rating (mil.)  | Anul    | Rating mediu (mil.) |
| ----- | --------------- | -------- | ------------------ | ------------- | ----------------- | -------------- | ------- | ------------------- |
| 1     | Miercuri, 22:00 | 12       | 5 octombrie 2011   | 3.18          | 21 decembrie 2011 | 3.22           | 2011    | 2.82                |
| 2     | Miercuri, 22:00 | 13       | 17 octombrie 2012  | 3.85          | 23 ianuarie 2013  | 2.29           | 2012-13 | 2.53                |
| 3     | Miercuri, 22:00 | 13       | 9 octombrie 2013   | 5.54          | 29 ianuarie 2014  | 4.24           | 2013-14 | 4.00                |
| 4     | Miercuri, 22:00 | 13       | 9 octombrie 2014   | 6.13          | 21 ianuarie 2015  | 3.27           | 2014-15 | 3.85                |
| 5     | Miercuri, 22:00 | 12       | 7 octombrie 2015   | 5.81          | 13 ianuarie 2016  | 2.24           | 2015-16 | 2.89                |
| 6     | Miercuri, 22:00 | 10       | 14 septembrie 2016 | 5.14          | 16 noiembrie 2016 | 2.45           | 2016    | 2.93                |
| 7     | Marți, 22:00    | 11       | 5 septembrie 2017  | 3.93          | 14 noiembrie 2017 | 1.97           | 2017    | 2.22                |
| 8     | Miercuri, 22:00 | 10       | 12 septembrie 2018 | 3.08          | 14 noiembrie 2018 | 1.83           | 2018    | 2.04                |
| 9     | Miercuri, 22:00 | 10       | 18 septembrie 2019 | 2.13          | 14 noiembrie 2018 | 1.08           | 2018    | 1.31                |